# Dyplomacja energetyczna
Dyplomacja energetyczna (ang. energy diplomacy) – działalność wyspecjalizowanych struktur państwowych oraz koncernów energetycznych na rzecz realizacji polityki energetycznej państwa przy wykorzystaniu zasobów energetycznych. W dyplomacji energetycznej szczególną rolę odgrywają koncerny energetyczne – ekonomiczne grupy interesu. Ponadto kluczowe w tym obszarze są zasoby energetyczne np. surowce energetyczne, technologie, infrastruktura. Zasoby te pełnią bowiem rolę zarówno instrumentów realizacji polityki energetycznej, jak i są jej przedmiotem działania.
Z analizy przeprowadzonej przez dr Rafała Hryniewieckiego wynika, że dyplomacja energetyczna jest narzędziem polityki zagranicznej służącym realizacji zarówno interesów politycznych, jak i energetycznych państwa na arenie międzynarodowej. Najważniejszą różnicą między dyplomacją gospodarczą a energetyczną jest rola podmiotów gospodarczych, których siła ekonomiczna przekłada się bezpośrednio na wpływ polityczny oraz skuteczność realizacji polityki energetycznej państwa na arenie międzynarodowej. Duże i działające na strategicznych dla państwa rynkach zagranicznych koncerny energetyczne mogą mieć w relacjach energetycznych równoprawne znaczenie w stosunku do wyspecjalizowanych struktur dyplomatycznych. Wiąże się to z tym, że ich udział jest istotny praktycznie na każdym etapie zagranicznej polityki energetycznej, od jej kształtowania do jej realizacji, czyli lobbowania w państwie przyjmującym i budowie strategicznej infrastruktury za granicą. W konsekwencji, teoretycznie węższa w przedmiotowym rozumieniu niż dyplomacja gospodarcza, dyplomacja energetyczna obejmuje szerszy zbiór w rozumieniu podmiotowo-funkcyjnym.